# Boće (Raška)
Pour les articles homonymes, voir Boće.
Boće (en serbe cyrillique : Боће) est un village de Serbie situé dans la municipalité de Raška, district de Raška. Au recensement de 2011, il comptait 25 habitants.

## Géographie
Le village est constitué de plusieurs hameaux : Brezova Glava, Brezovci, Lazovići, Grkovići, Đurovići, Biserčići et Boće.

## Histoire
Boće possède une église médiévale, qui, selon la tradition, serait antérieure à la fondation du monastère de Studenica.

## Démographie
| 1948 | 1953 | 1961 | 1971 | 1981 | 1991 | 2002 | 2011 |
| ---- | ---- | ---- | ---- | ---- | ---- | ---- | ---- |
| 343  | 394  | 436  | 404  | 303  | 154  | 70   | 25   |

|  |